# Batalla de Caldiero (1796)
|  | Aquest article tracta sobre la batalla de 1796. Vegeu-ne altres significats a «Batalla de Caldiero». |

La batalla de Caldiero fou un enfrontament armat que tingué lloc el 12 de novembre de 1796, entre un exèrcit austríac dirigit per Jozsef Alvinczi i un exèrcit de la Primera República Francesa sota el comandament de Napoleó Bonaparte. La batalla tingué lloc al voltant de les poblacions de Caldiero i Colognola, a uns 15 km a l'est de Verona. Els francesos van assaltar les posicions austríaques, que inicialment estaven ocupades per l'avantguarda del príncep Friedrich Franz Xaver de Hohenzollern-Hechingen. Els defensors es van mantenir ferms fins que van arribar reforços cap a la tarda i van repel·lir els francesos. Això va marcar una de les poques derotes de Bonaparte, les forces del qual es van retirar a Verona aquella nit, després d'haver patit més pèrdues que els seus adversaris.
L'acció es va produir durant la Guerra de la Primera Coalició, que formava part de les Guerres Revolucionàries Franceses, i va ser part del tercer esforç austríac per trencar el setge de Màntua. Dues forces austríaques convergiren cap a Màntua, un exèrcit principal des de l'est i un cos independent des del nord. Ambdues forces van gaudir d'uns quants èxits inicials, refusant les forces franceses que se'ls oposaven. Quan l'exèrcit principal va assolir una posició que amenaçava Verona, Bonaparte va ordenar que les divisions d'André Masséna i Pierre Augereau ataquessin. La forta resistència austríaca i el mal temps van contribuir a la derrota francesa. Bonaparte aviat es va embarcar en una nova estratègia que va acabar amb una derrota austríaca en la Batalla del pont d'Arcole uns dies més tard.

## Antecedents
El 2 de novembre de 1796, el Feldzeugmeister Jozsef Alvinczi va emprendre el tercer intent per aixecar el setge de Màntua travessant el Piave amb un exèrcit de 28.000 homes i avançant cap a l'oest. Alhora, una segona columna austríaca sota el Feldmarschall-Leutnant Paul Davidovich es va desplaçar cap al sud contra Trento amb 18.000 homes. Alvinczi esperava trencar el setge i així ajudar el Feldmarschall Dagobert Sigismund von Würmser, atrapat a Màntua amb una guarnició de 23.708 homes, dels quals només 12.420 estaven en condicions de lluitar.
Per enfrontar-se a les dues amenaces, Bonaparte va desplegar al nord una divisió de 10.500 homes liderada pel general de divisió Claude-Henri Belgrand de Vaubois per enfrontar-se a Davidovich; a Bassano, tocant al riu Brenta, va desplegar els 9.500 homes de la divisió d'André Masséna. Com a reserva romanien a Verona els 8.300 homes de la divisió de Pierre Augereau, més 4.300 en altres unitats. El general de divisió Charles Edward Jennings de Kilmaine, amb 8.800 homes, bloquejava la guarnició de Würmser a Màntua.
El 6 de novembre, Bonaparte amb 19.500 homes, incloent.hi Masséna, Augereau i una brigada de reserva, va atacar Alvinczi a Bassano i Fontaniva. En l'enfrontament, conegut com a segona batalla de Bassano, Alvinczi i els seus dos comandants de divisió, els Feldmarschall-Leutnants Peter Vitus von Quosdanovich i Giovanni Marchese di Provera, van repel·lir l'atac francès. Les pèrdues franceses foren de 3,000 morts, ferits i capturats, mentre que mentre la força d'Alvinczi va patir unes 2.800 baixes.
Davidovich va obligar Vaubois a retirar-se en la batalla de Calliano, el 7 de novembre, i li provocà 4.400 baixes, per unes pèrdues austríaques de 3.500. Bonaparte es va centrar en l'amenaça procedent del nord i va retirar les seves forces a l'est cap a Verona. Davidovich romangué inactiu, perquè creia, equivocadament, que Masséna havia reforçat Vaubois.

## Batalla
L'11 de novembre, tropes de vanguarda d'Alvinczi van arribar a Caldiero, a l'est de Verona. Creient que Verona estava sent evacuada, Hohenzollern va avançar les seves forces; Bonaparte, però, va enviar les divisions de Masséna i d'Augereau a través del riu Adige per entaular combat amb els austríacs. Hohenzollern va perdre 400 homes i retornà cap una cresta al nord de Caldiero. Bonaparte va decidir atacar els austríacs l'endemà.
Bonaparte va enviar un 13.000 homes per atacar les posicions de Hohenzollern. La divisió de Masséna es dirigí contra la part dreta austriaca, situada al voltant del poble de Colognola, mentre que la divisió d'Augereau es dirigia cap a la banda esquerra austriaca, que s'havia fet forta a Caldiero. Els austríacs van resistir amb decisió els assalts francesos i durant el matí una forta calamarsada dificultà encara més l'avenç francès. Malgrat que cap a migdia Masséna començava a fer forat en les línies austríaques, aviat van arribar reforços, amb les brigades d'Adolf Brabeck i Anton Schübirz von Chobinin. Aviat els austríacs van obligar Masséna a retirar-se i, a més, van començar a arribar les tropes de Provera, que rebutjaren els atacs d'Augerau. L'arribada de la nit va permetre als francesos retirar-se de manera segura cap a Verona.

## Conseqüències
Els francesos van patir 1.000 morts i ferits, més 800 homes i dues peces d'artilleria capturats. Els austríacs van perdre 950 morts i ferits i 350 capturats. Després de perdre tres batalles seguides, Bonaparte va considerar una retirada darrere del riu Adda, abandonant el bloqueig de Màntua. Però quan els austríacs es van entretenir en lloc d'aprofitar amb rapidesa l'oportunitat que els donava la victòria, el comandant francès va decidir atacar de bell nou. Agafant tots els homes disponibles de Vaubois i Kilmaine, Bonaparte va caure sobre Alvinczi en la batalla del pont d'Arcole els dies 15 i 17 de novembre i va derrotar els austríacs.
La decisió d'atacar de Bonaparte ha estat sempre motiu de discussió en la historiografia, atès que semblava poc raonable un atac contra les fortes posicions austríaques, sobre tot després de saber-ne els efectius i la força i tenint en compte que l'Armée d'Italie estava mal abastida i amb una moral no gaire alta.